# Konstantin VIII.

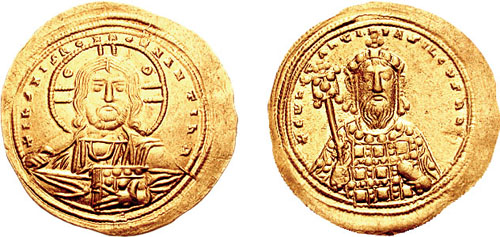
Histamenon des Konstantin VIII.

Konstantin VIII. (mittelgriechisch Κωνσταντῖνος Η′; * um 960; † 11. November 1028) war byzantinischer Kaiser von 1025 bis 1028. 

## Leben
Konstantin war ein Sohn des Kaisers Romanos II. und der jüngere Bruder des Kaisers Basileios II., der kinderlos starb und ihm das Reich hinterließ. Bereits bei Basileios’ Thronbesteigung 976 wurde er zum Mitkaiser ernannt, spielte jedoch in den 49 Jahren der Regierungstätigkeit seines Bruders keine große Rolle, auch nicht, wenn Basileios Konstantinopel verließ, um in den Krieg zu ziehen. Konstantin verbrachte seine Zeit in Luxus und ohne jede Verantwortlichkeit. In seiner Jugend scheint er eine körperlich imposante Gestalt abgegeben zu haben, welche jedoch durch den jahrelangen Raubbau an seinen Kräften mit der Zeit schwand. Als er im Alter von immerhin schon 65 Jahren zum Alleinherrscher wurde, konnte er sich aufgrund chronischer Gicht kaum noch auf den Beinen halten, was ihn jedoch nicht von weiteren Gelagen und Orgien abhielt. 
Da Konstantin spürte, dass er nicht mit der immensen Macht umgehen konnte, aber auch, um weiter seinen Vergnügungen frönen zu können, übertrug er einen großen Teil seiner Macht auf diverse Eunuchen. Daneben wurde ein berüchtigter Schläger namens Spondylos Fürst von Antiochia, der zu dieser Zeit wichtigsten Festung im Osten. Die anatolische Aristokratie machte sich die Schwäche der neuen Regierung zunutze und brachte den schwachen Kaiser dazu, die von Basileios II. erlassenen Landgesetze wieder aufzuheben und Tausende von Bauernfamilien ihrer Existenzgrundlage zu berauben.  
Wie Basileios starb auch Konstantin ohne männlichen Erben. Die Regierung ging an seine Tochter Zoe, die lange Reihe ihrer Ehemänner sowie ihre Schwester Theodora III. über.